# Genta Miura
Genta Miura (三浦 弦太 Miura Genta?,  nacido el 1 de marzo de 1995 en Toyohashi, Aichi) es un futbolista japonés que se desempeña como defensa.
En 2017 Miura jugó 2 veces para la selección de fútbol de Japón.

## Trayectoria

### Clubes
| Club            | País  | Año         |
| --------------- | ----- | ----------- |
| Shimizu S-Pulse | Japón | 2013 - 2016 |
| Gamba Osaka     | Japón | 2017 -      |

### Selección nacional
| Selección | País  | Año  |
| --------- | ----- | ---- |
| Absoluta  | Japón | 2017 |

## Estadística de equipo nacional
| Selección de Japón | Selección de Japón | Selección de Japón |
| Año                | Part.              | Goles              |
| ------------------ | ------------------ | ------------------ |
| 2017               | 2                  | 0                  |
| 2018               | 3                  | 0                  |
| 2019               | 5                  | 1                  |
| Total              | 10                 | 1                  |